# Rusałka laik
Rusałka laik (Nymphalis vaualbum) – motyl z rodziny rusałkowatych.
WyglądWierzch skrzydeł jasnobrązowy z licznymi czarnymi i po jednej białej plamce na każdym skrzydle. Spód szary, ciemno prążkowany, z charakterystyczną, jaśniejszą literką "L" (stąd nazwa laik). Rozpiętość skrzydeł do 65 mm. Brzegi skrzydeł powcinane.
Czas lotuOd lipca do czerwca, w tym czasie laik zimuje w dziuplach, szczelinach skalnych, na strychach. Jeśli zima jest długa i mroźna, osobniki zimujące latają nawet do końca lipca, dając początek nowemu pokoleniu w sierpniu.
BiotopLaik żyje w lasach liściastych i mieszanych, szczególnie w łęgach i grądach, gdzie możemy go spotkać na polanach leśnych, skrajach lasu i leśnych drogach. Gatunek ten jest terytorialny, samiec nerwowo lata wzdłuż dróg leśnych patrolując otoczenie i szybko przepędza intruzów. W czasie żerowania nie atakuje przybyszów.
Stadia rozwojoweGąsienica jest jasno nakrapiana, przypomina grudkę ptasiego kału. Żyje na brzozie, iwie, osice i wiązie. Poczwarka szara z metalicznymi plamkami, wisząca.
WystępowaniePołudniowa Europa, Azja, Kanada i północna część USA. W Polsce gatunek ten wymarł w latach sześćdziesiątych, w poprzednim stuleciu widywano regularnie migrujące osobniki, natomiast w XIX w. istniała stała populacja. Obecnie najbliższa populacja lęgowa występuje we wschodniej części Ukrainy i w krajach bałkańskich (również tam gatunek uważany jest za rzadki).